# Antoni Wiącek
Antoni Wiącek (ur. 11 lutego 1889 w Borowej k. Mielca, zm. 16–19 kwietnia 1940 w Katyniu) – kapitan piechoty Wojska Polskiego, kawaler Orderu Virtuti Militari, ofiara zbrodni katyńskiej.

## Życiorys
Syn Józefa i Wiktorii z Małków. Absolwent szkoły ludowej. Po dwóch latach nauki w szkole agronomicznej wyemigrował do USA. Za oceanem ukończył kursy wojskowe w Związku Sokołów Polskich. Po zakończeniu kursu w Toronto, został instruktorem w Bostonie. W styczniu 1918 wstąpił do armii gen. Hallera, a w marcu tego roku awansował do stopnia podporucznika. Na froncie francuskim dowodził kompanią. 2 stycznia 1919 mianowany porucznikiem. Po powrocie do Polski, przydzielony do 44 pułku piechoty z 13 Dywizji Piechoty. Walczył w wojnie z bolszewikami, podczas której był dwukrotnie ranny. Odznaczono go Krzyżem Srebrnym Orderu Virtuti Militari. W uzasadnieniu nadania orderu wojskowego Virtuti Militari V kl. napisano:

1 kwietnia 1920 r. w bitwie z Armią Konną Budionnego, skierowany do grupy wydzielonej majora Antoniego Szyllinga w rejonie Lipowca-Napadówki, mimo rany pozostał na polu walki, zachęcając osobistym przykładem swych żołnierzy do wytrwania. 4 września 1920 r. w bitwie pod Koniuchami został ranny w pierś w ataku na kaem, jednak pozostał na placu boju aż do utraty przytomności.

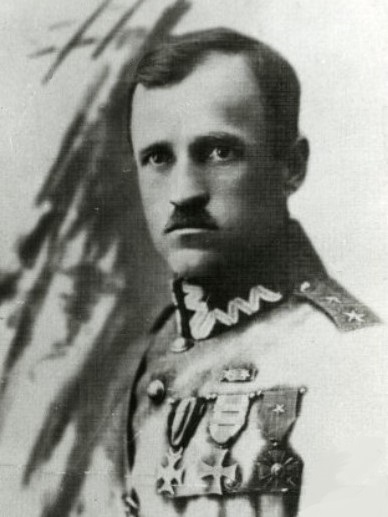
Antoni Wiącek, por. (1921)

Do 1922 służył w 44 pp, jako dowódca batalionu. Następnie zdemobilizowany. Jako osadnik wojskowy osiedlił się w Korcu na Wołyniu, gdzie kierował hurtownią tytoniu.
19 marca 1939 został mianowany na stopień kapitana. Przydzielony do kadry Okręgu Korpusu Nr II.
Po wybuchu II wojny światowej i agresji ZSRR na Polskę, 18 września 1939 został aresztowany przez NKWD w Korcu i dostał się do niewoli sowieckiej. Od kwietnia 1940 przebywał w obozie jenieckim w Kozielsku. Między 15 a 17 kwietnia 1940 został przekazany do dyspozycji naczelnika Zarządu NKWD Obwodu Smoleńskiego – lista wywózkowa 029/1 z 13 kwietnia 1940, poz. 74. Między 16 a 19 kwietnia 1940 został zamordowany w Katyniu przez funkcjonariuszy Obwodowego Zarządu NKWD w Smoleńsku oraz pracowników NKWD przybyłych z Moskwy na mocy decyzji Biura Politycznego KC WKP(b) z 5 marca 1940. Ofiary tej zbrodni grzebano w bezimiennych mogiłach zbiorowych, gdzie od 28 lipca 2000 mieści się oficjalnie Polski Cmentarz Wojenny w Katyniu. W miejscu tym prowadzone były ekshumacje i prace archeologiczne, jednak Antoni Wiącek nie został zidentyfikowany. Figuruje na liście dodatkowej Komisji Technicznej PCK pod numerem 0215, gdzie wskazano adres: Korzec, Wołyń, ul. Staroklasztorna 35.

### Życie prywatne
Mieszkał w Korcu na Wołyniu, gdzie prowadził sklep. Żonaty z Heleną z domu Sajpel, miał córkę i dwóch synów.

## Ordery i odznaczenia
- Krzyż Srebrny Orderu Wojskowego Virtuti Militari nr 1556 – 13 kwietnia 1921[3][2][5][16]
- Krzyż Walecznych – trzykrotnie[2]
- Krzyż Niepodległości – 17 marca 1938[9]
- Legia Honorowa Sokolstwa Polskiego w Ameryce

## Upamiętnienie
5 października 2007 minister obrony narodowej Aleksander Szczygło mianował go pośmiertnie na stopień majora. Awans został ogłoszony 9 listopada 2007 w Warszawie, w trakcie uroczystości „Katyń Pamiętamy – Uczcijmy Pamięć Bohaterów”.
15 maja 2011, w ramach akcji „Katyń... pamiętamy” / „Katyń... Ocalić od zapomnienia”, na terenie Parku Paderewskiego, należącego do Placówki 114 SWAP w Toronto, zostały zasadzone Dęby Pamięci, z których jeden honoruje Antoniego Wiącka.